# モミ属
モミ属（学名：Abies）は、マツ科の属の1つで、北半球の寒冷地から温帯にかけて、約40種が分布する。日本には北海道から屋久島までに5種が分布している。

## 形態
樹形は生育条件にも左右されるが、円錐状のクリスマスツリー形となることが多い。幹の同じ高さから輪を描くように枝を四方八方に出す（輪生）。樹皮は灰白色から褐色のものが多く、若いうちは平滑で成長するにつれて鱗状に細かく割れる種が多いが、中にはかなり高齢でも平滑なままの種や縦に割れる種もある。一般にはマツ属（Pinus）の大多数の種ほど樹皮が発達し深く割れることは無い。若い平滑な樹皮にはサクラやカンバの皮目のような横筋模様が目立つ。これは呼吸目的の皮目とは異なり樹皮直下に樹脂が溜まったものでヤニ玉、ヤニ袋などと呼ばれる。

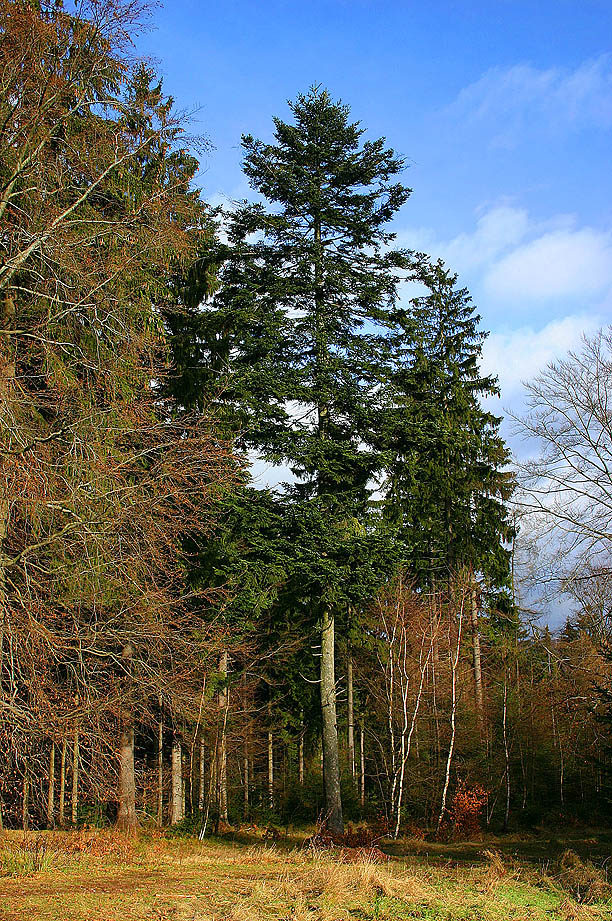
樹形A. alba
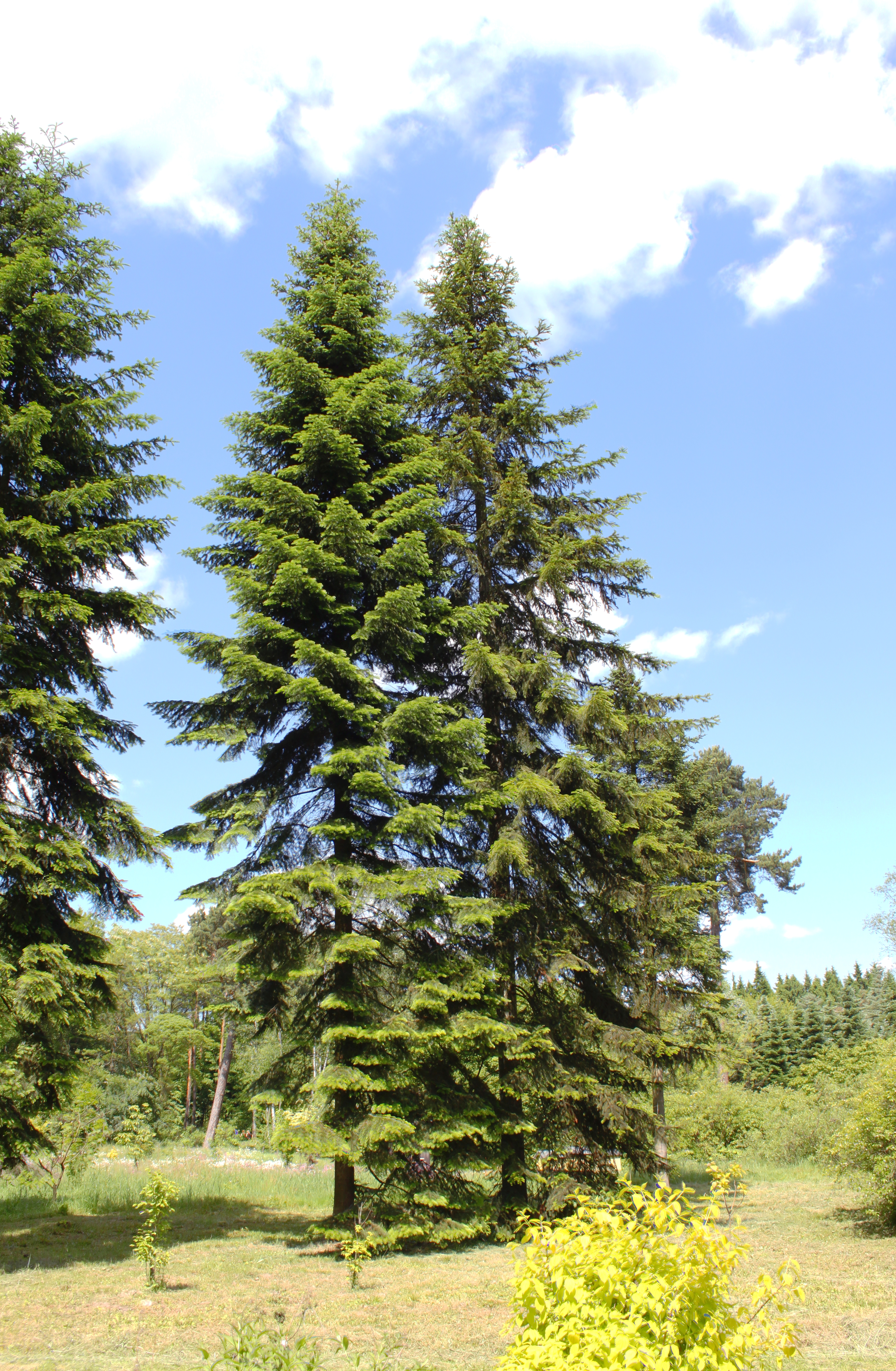
樹形A. sibirica
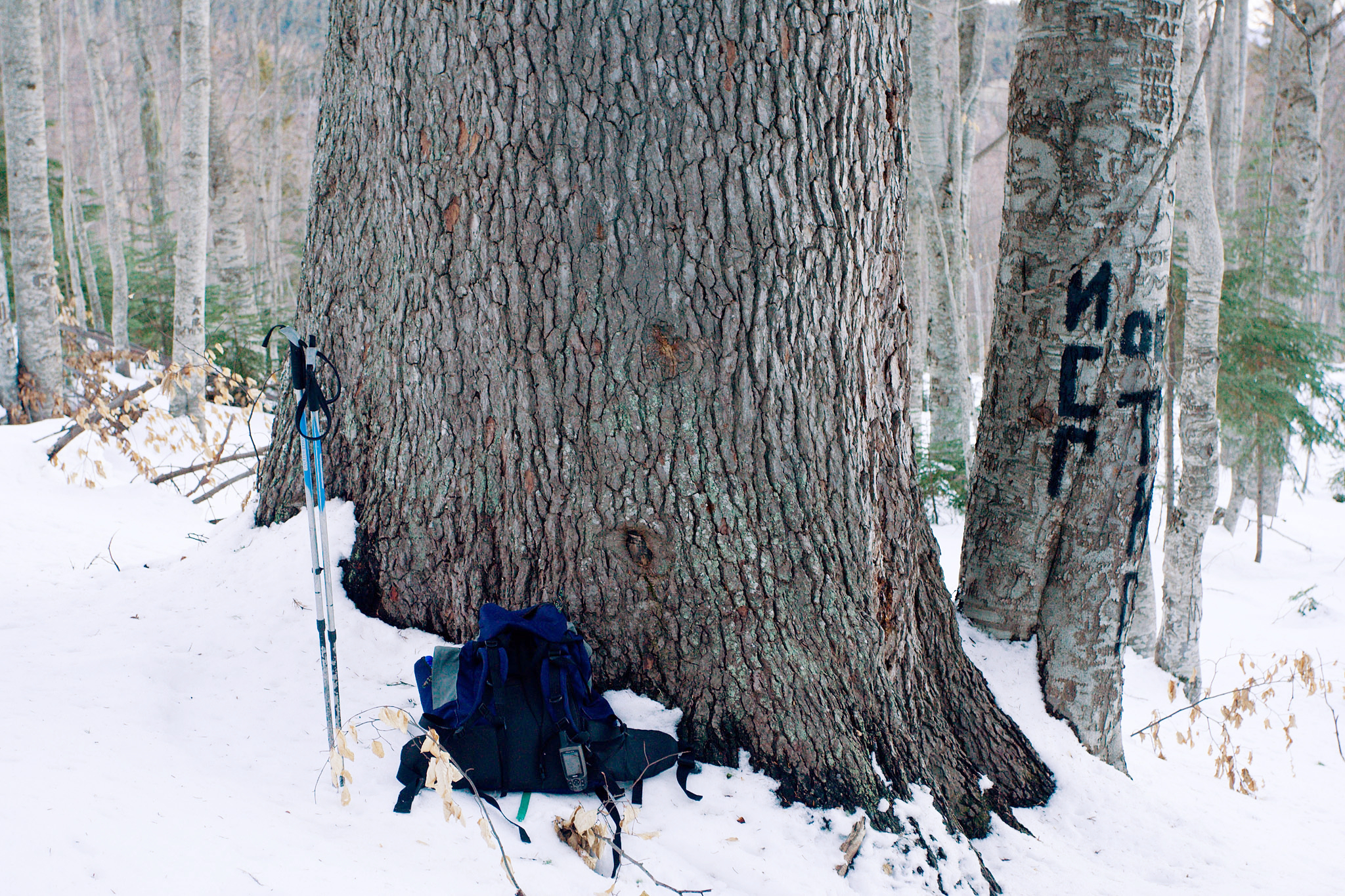
樹皮は細かく浅く鱗状に割れるA. borisii-regis
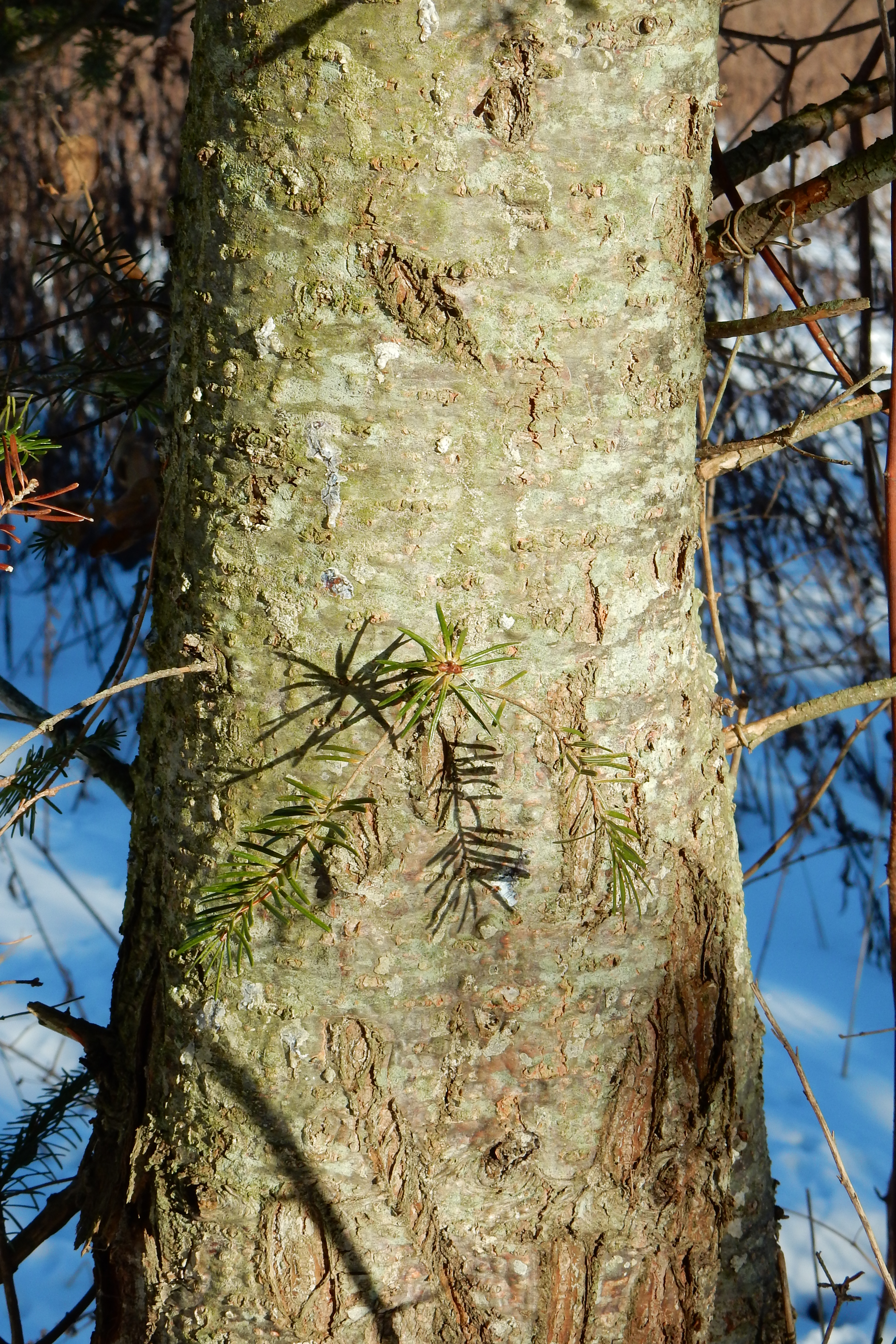
若木の樹皮は平滑A. balsamea
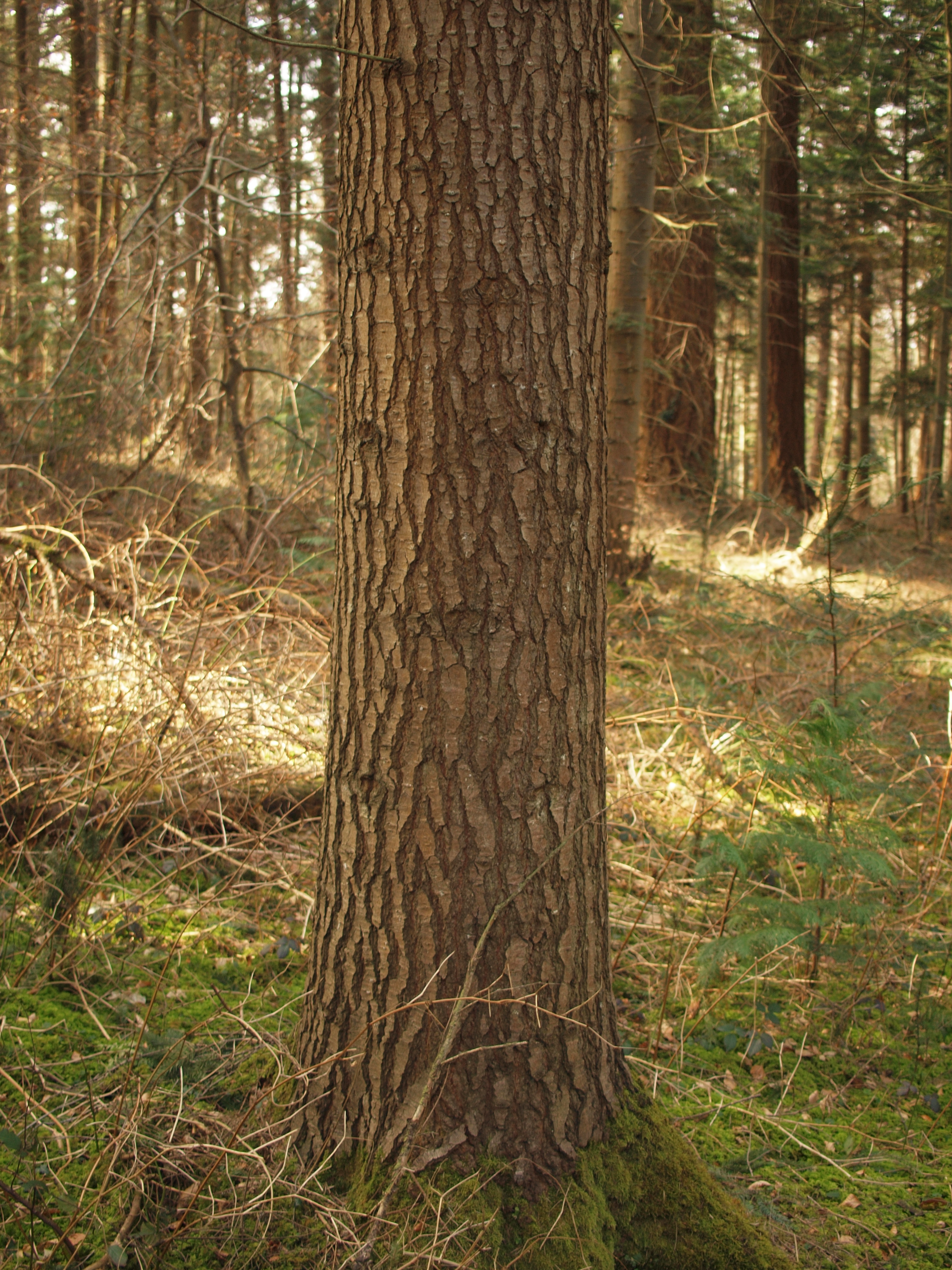
赤みの強いA. magnificaの樹皮
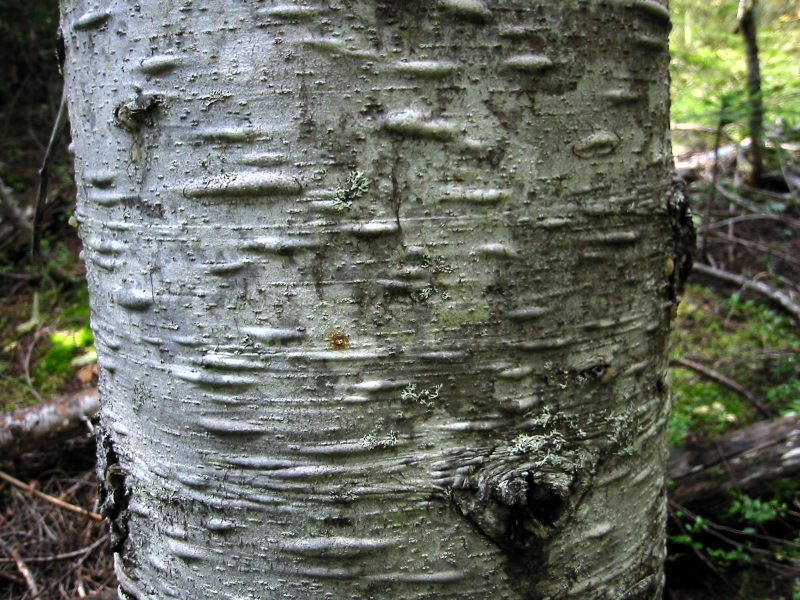
皮目のようなヤニ玉 A. amabilis

枝はマツ属（Pinus）やヒマラヤスギ属（Cydrus）などと違い長枝と短枝の区別はなく、葉は長枝のみに付き形は針状で生え方は散生で何れも常緑、葉の感じはトウヒ属（Picea）に似るが、葉の付く部分の枝に凹凸（葉枕）は発達しない。葉の付き方も種によって異なり、中には枝が見えないほどびっしりと立体的に密に葉を付ける種もある。若い枝には毛が生える種もある。

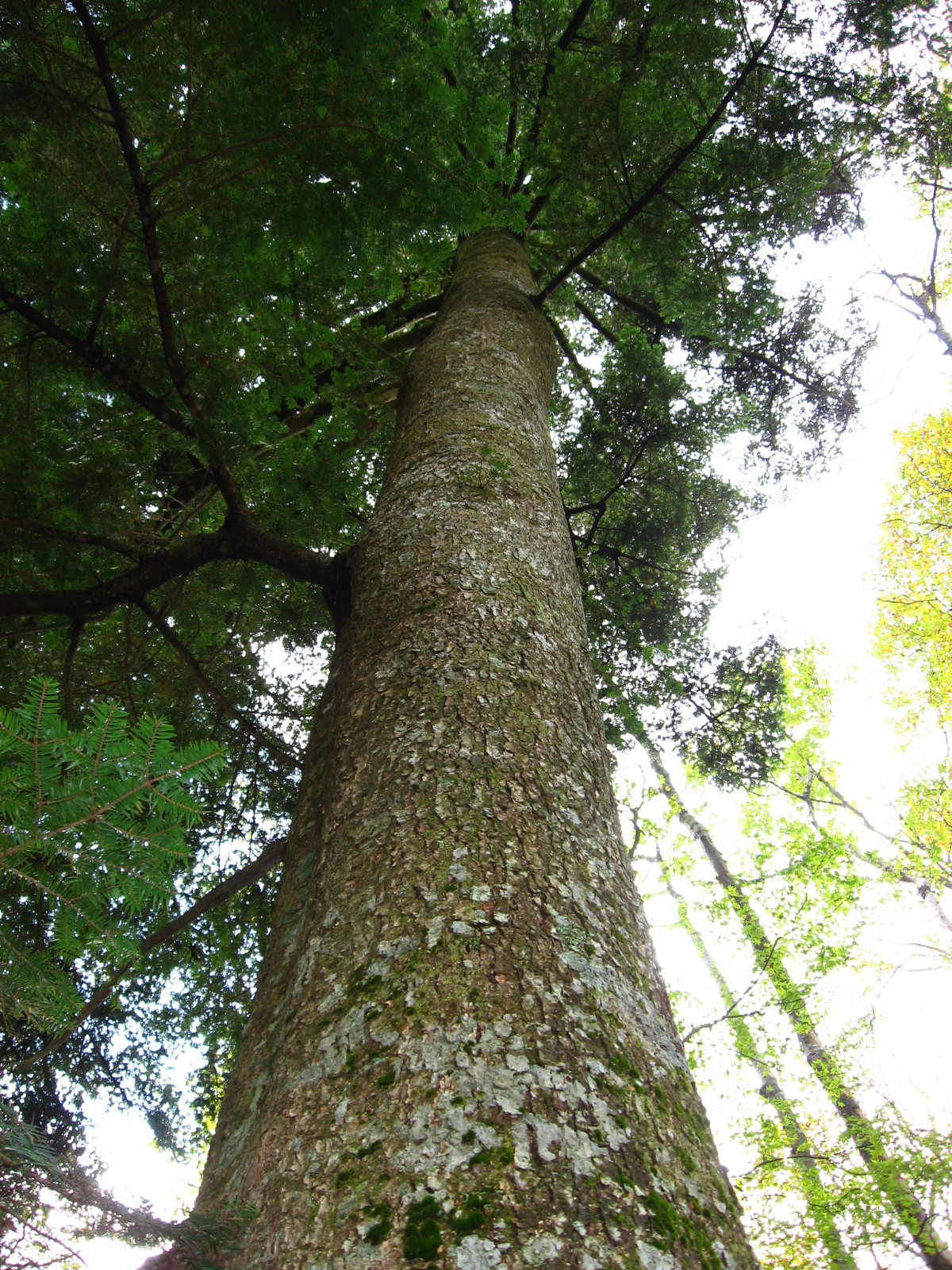
枝は同一高から四方八方に伸びるA. firma
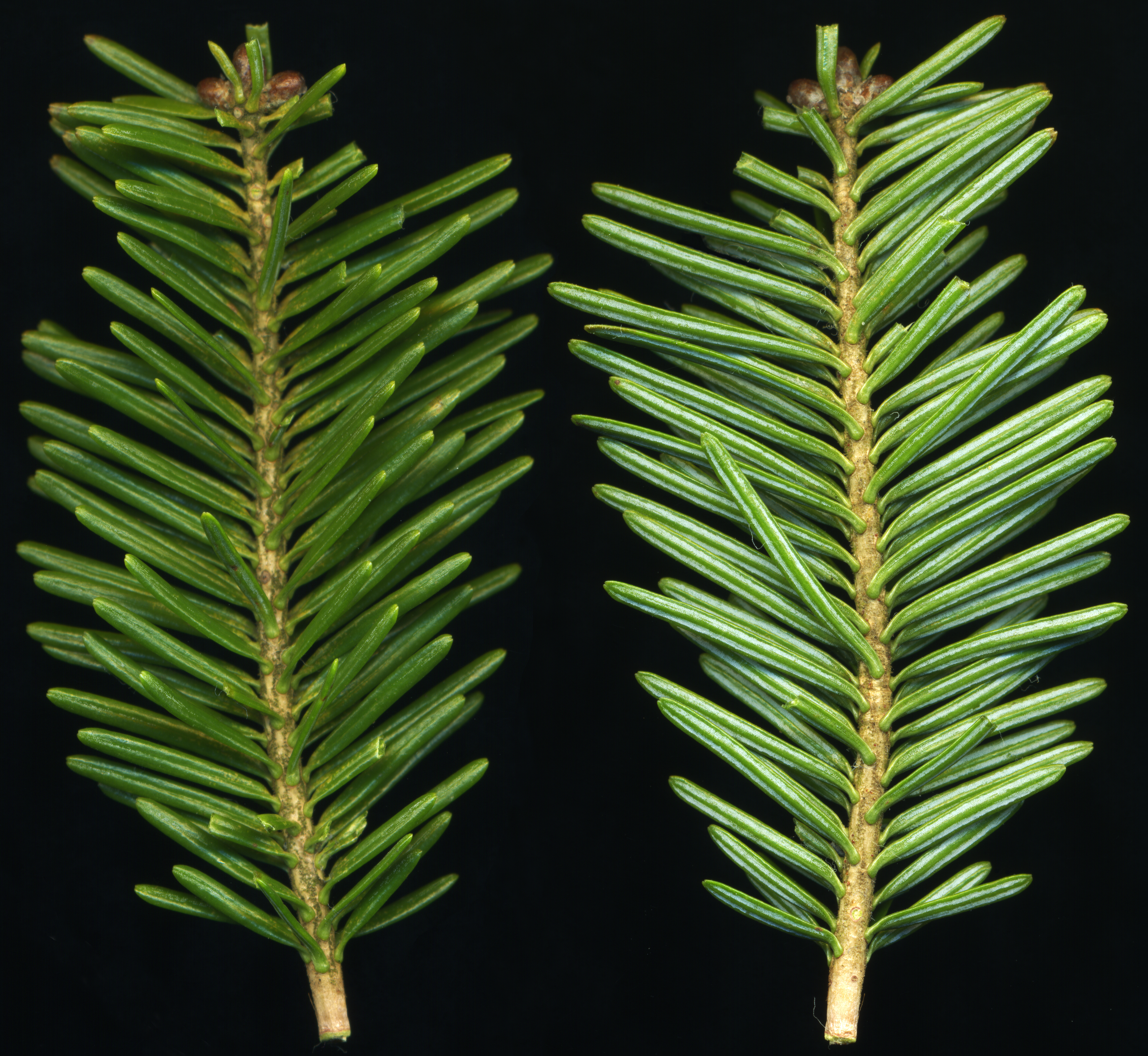
葉は長枝に散生A. balsamea
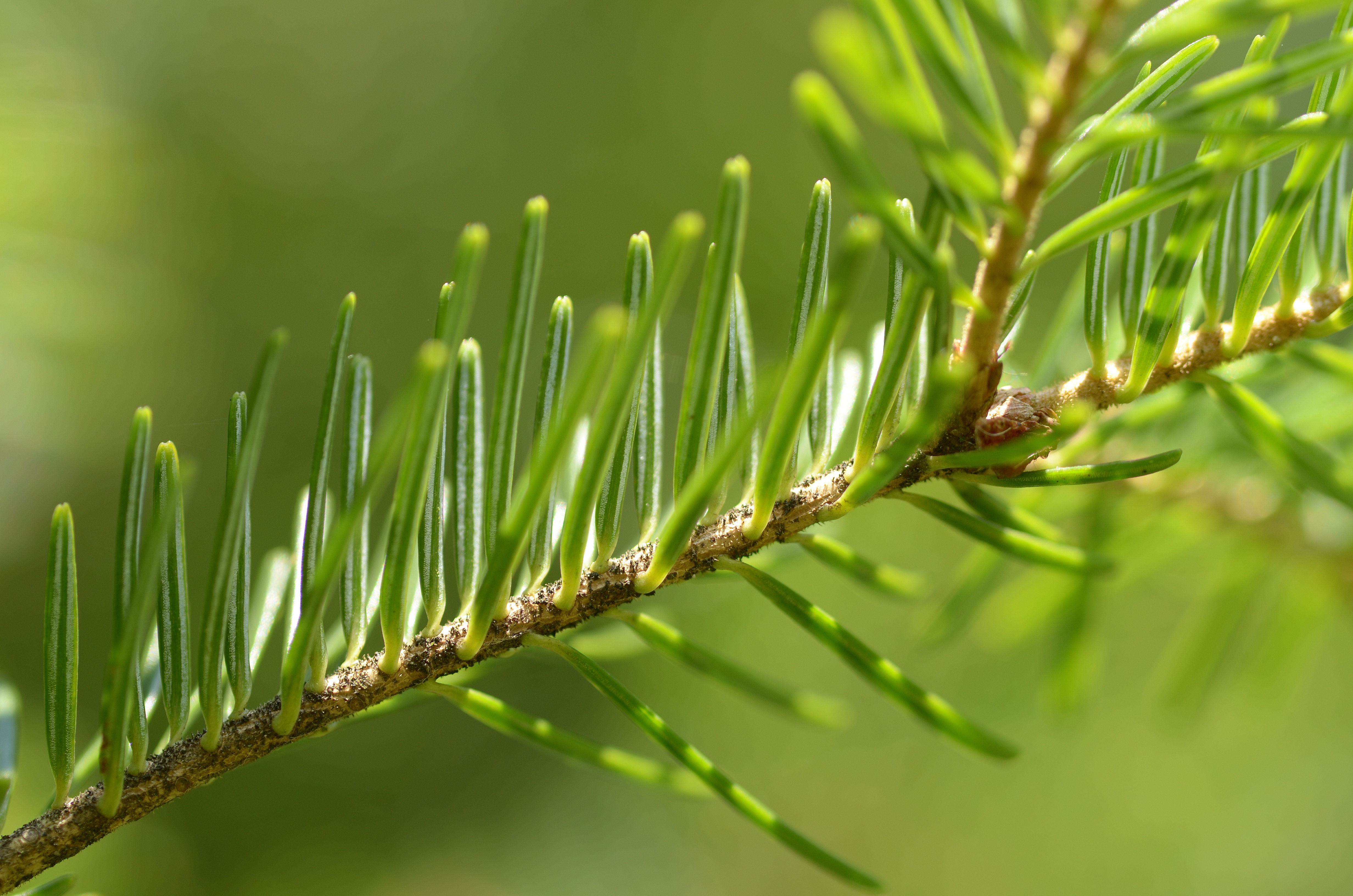
葉の根元に葉柄や葉枕はない。この種は葉先が凹むA. alba
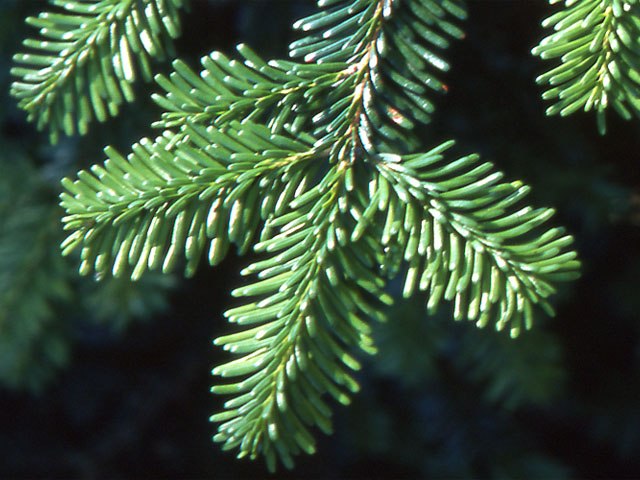
枝を隠すほど葉が密に付く種もある A. mariesii
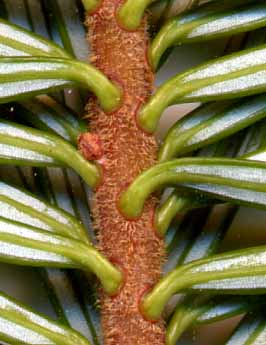
枝の拡大写真。この種は茶色い毛が密生する A. amabilis

雄花は小さなラグビーボール形で多数群生して生え、この点はマツ属と似ている。トウヒ属、ツガ属（Tsuga）の各種は雄花は一か所に付き一つしか形成されない。雌花は枝の先端に上向きに形成され、受粉後上向きに立ったまま球果になる。若い球果の色は黒色、緑色、褐色など様々であり、熟した時にも褐色になるものと黒色になるものに大別される。熟すると樹上で鱗片が剥がれ落ちて分解し、種子を散布する。この点はヒマラヤスギ属と似ているが、ヒマラヤスギ属は短枝が発達しモミ属とは葉の付き方が異なる。そのために松ぼっくりのように球果の形で地上に落ちることはなく、球果のあった場所には枝の先に球果の芯だけが突き出した針のような形で残る（従って、地上でモミ属の球果を拾い上げる機会はまずない）。

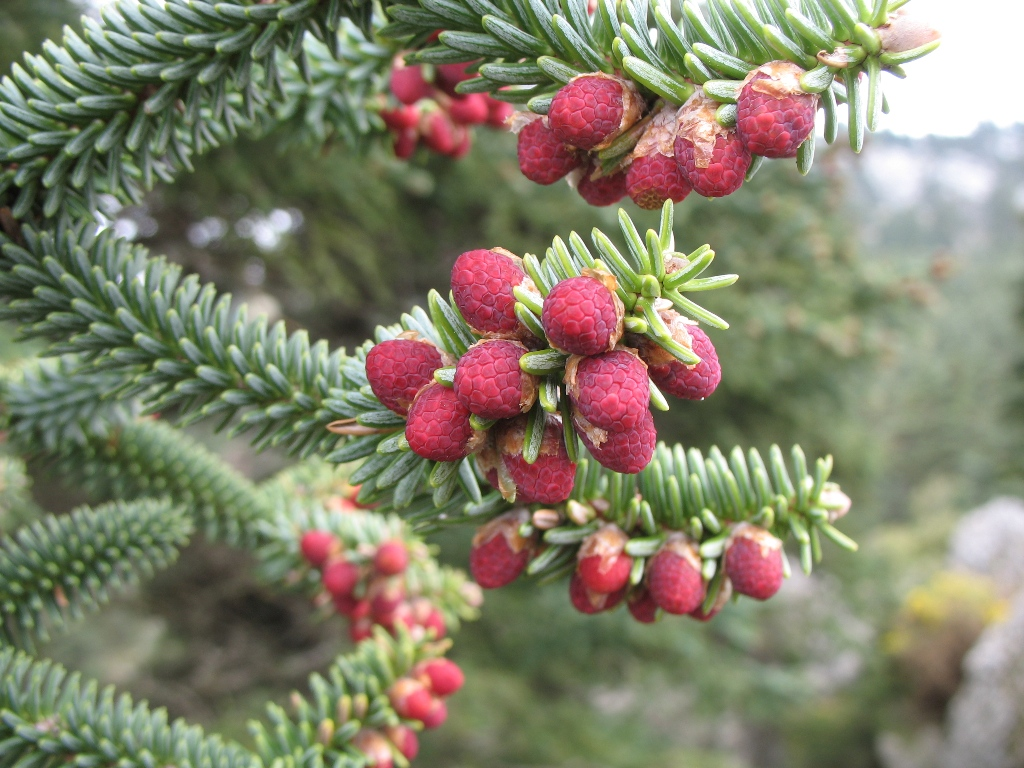
群生する雄花 A. pinsapo
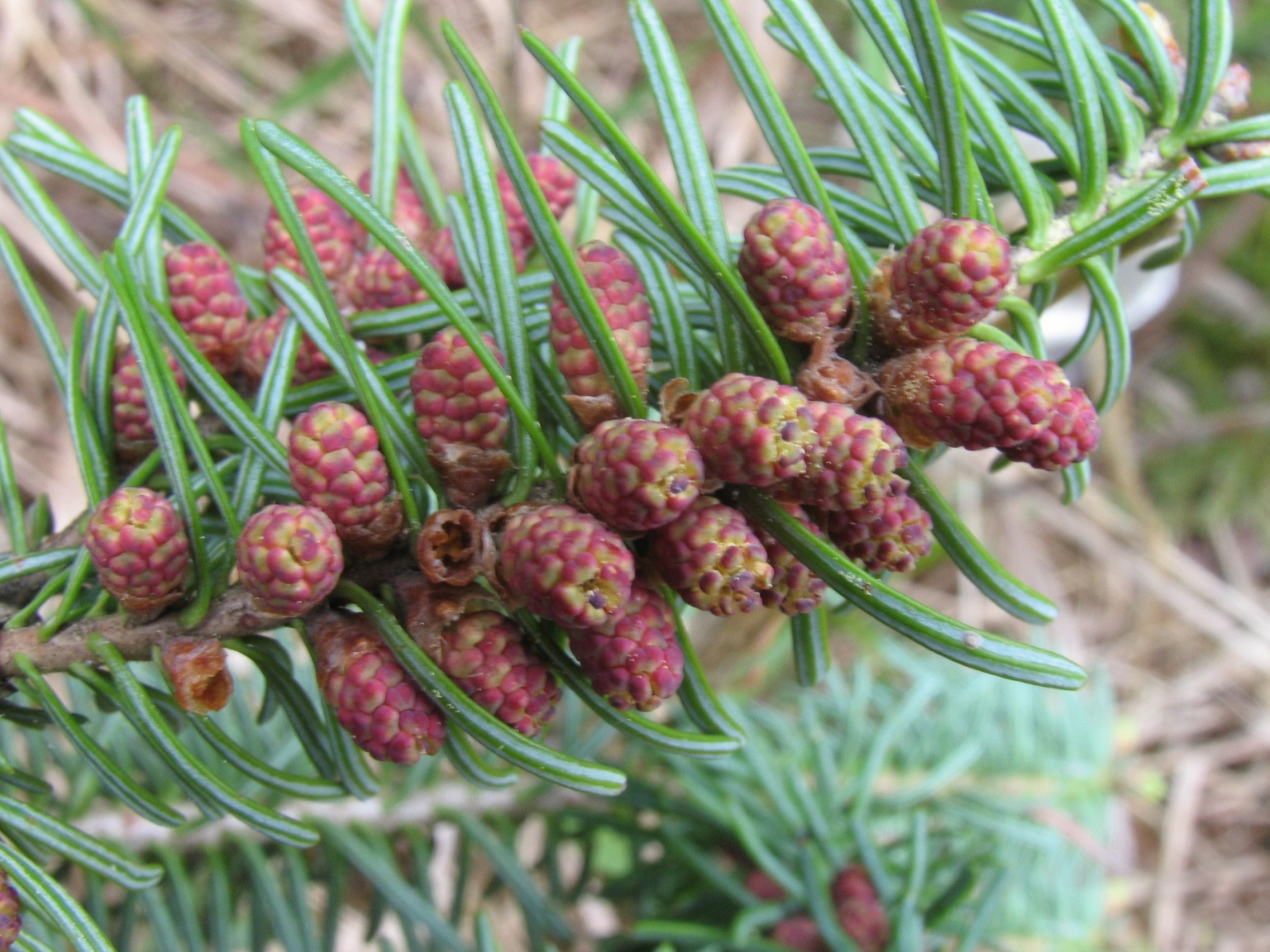
古い雄花A. balsamea
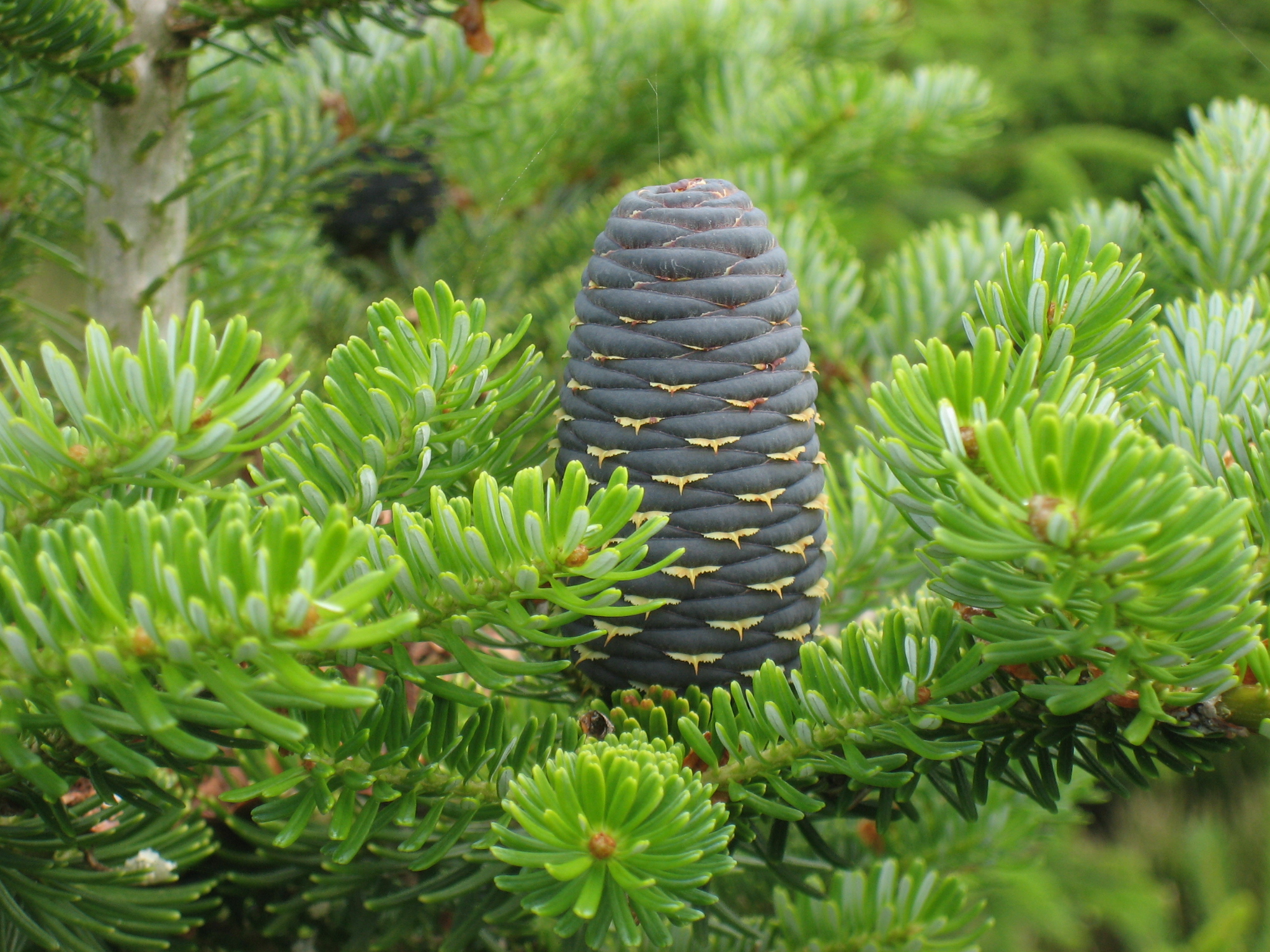
A. koreanaの球果。苞鱗が飛び出てトゲトゲした外観。
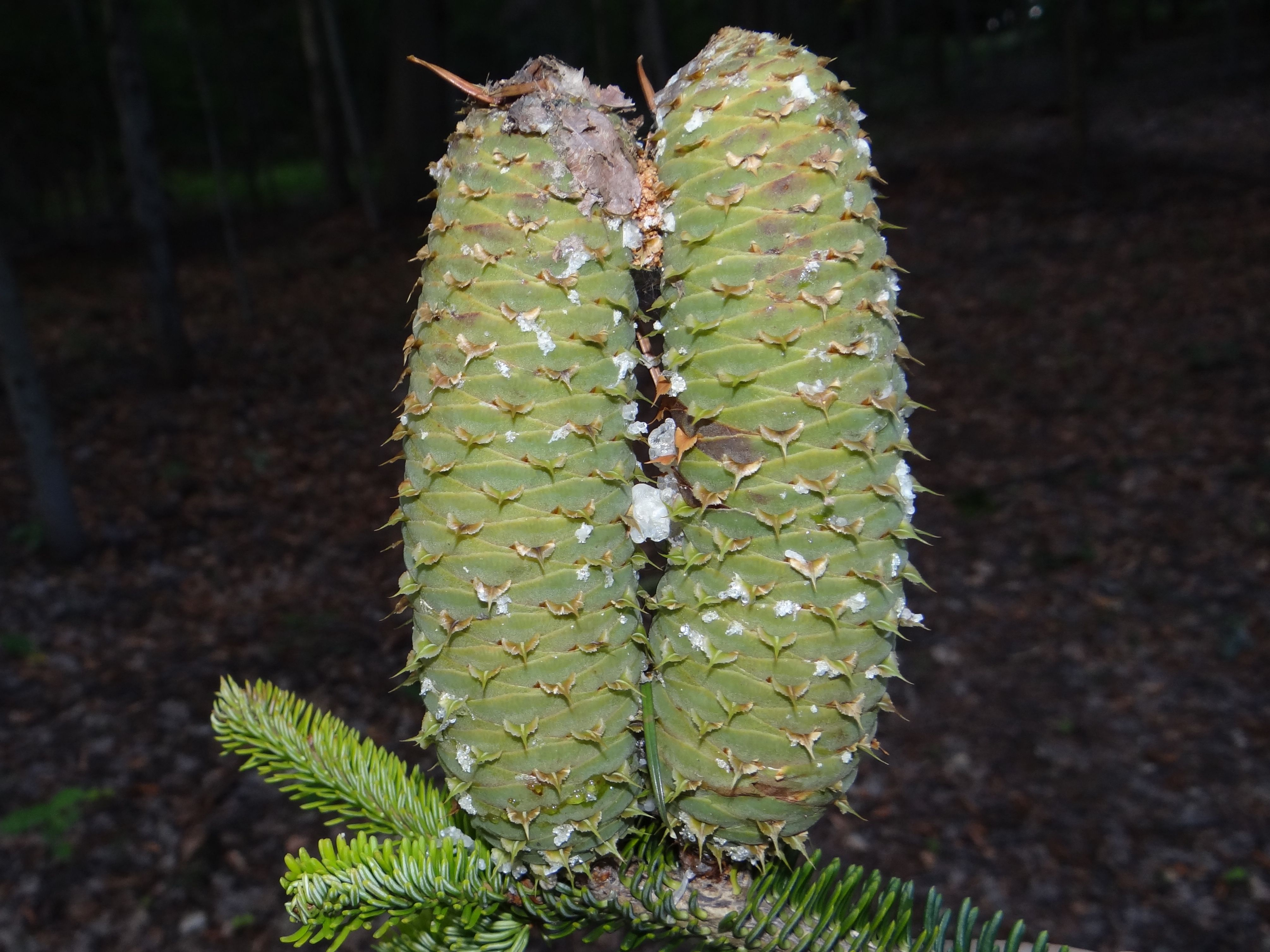
A. albaの若球果。緑色でこれも苞鱗が飛び出る種
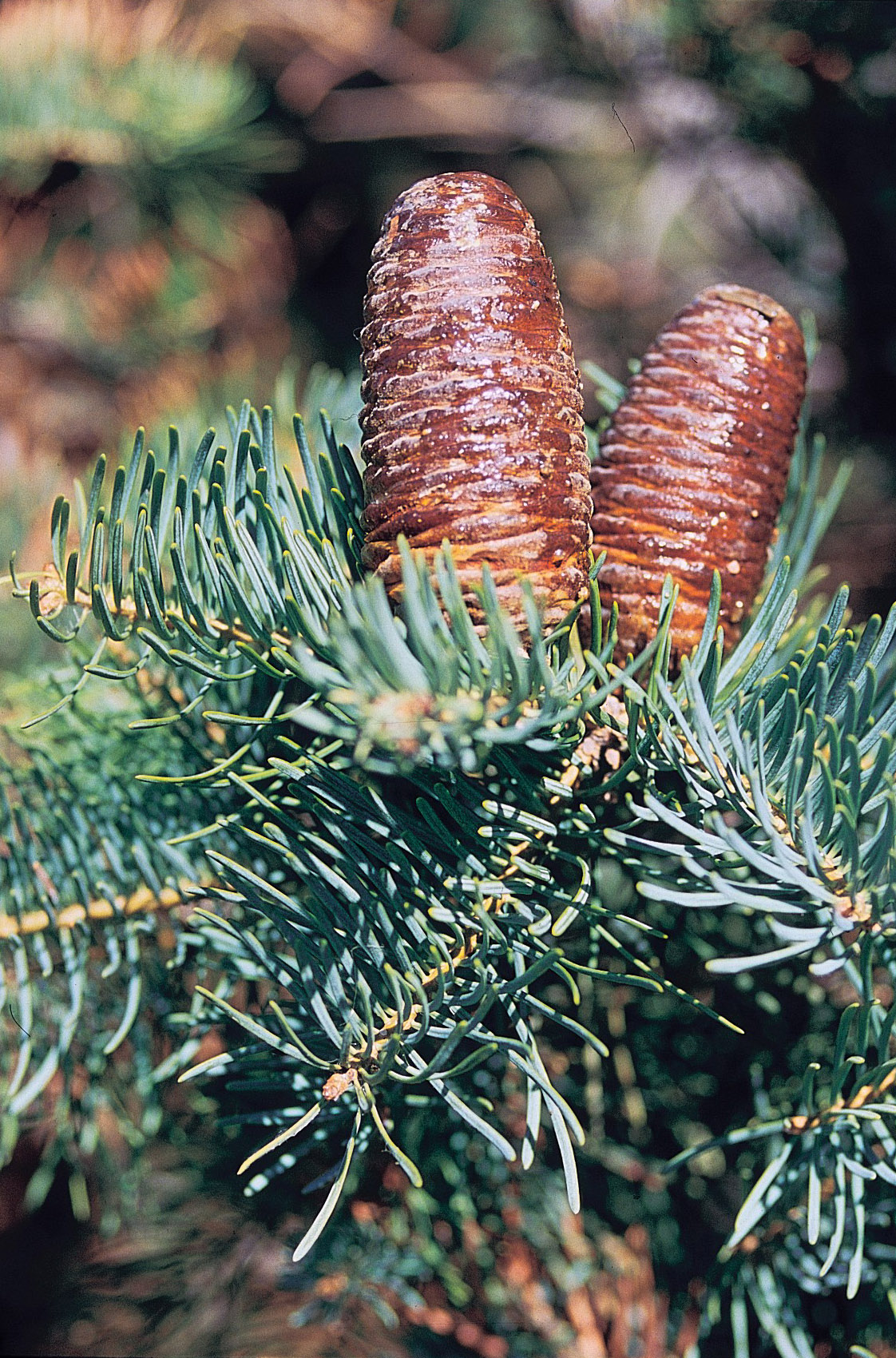
A. concolorの球果。色や形は様々
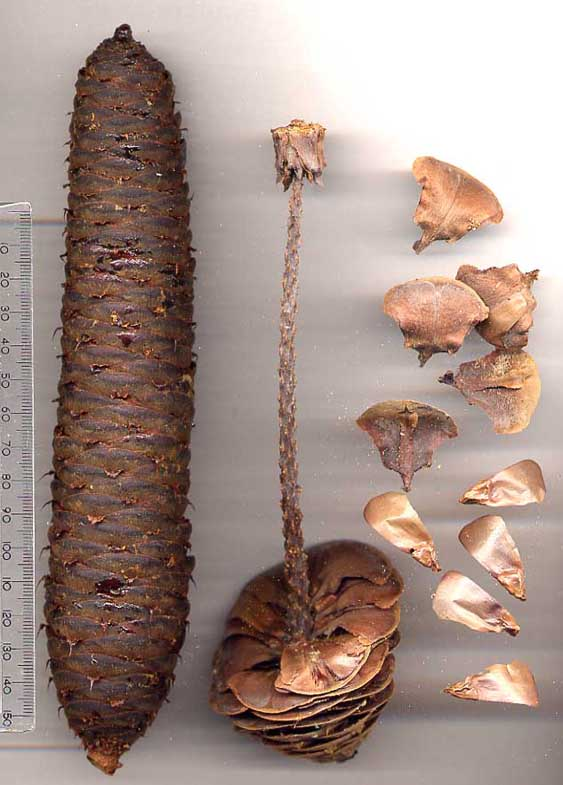
モミA. borissi-regisの球果を軸と鱗片と種子に分解したところ
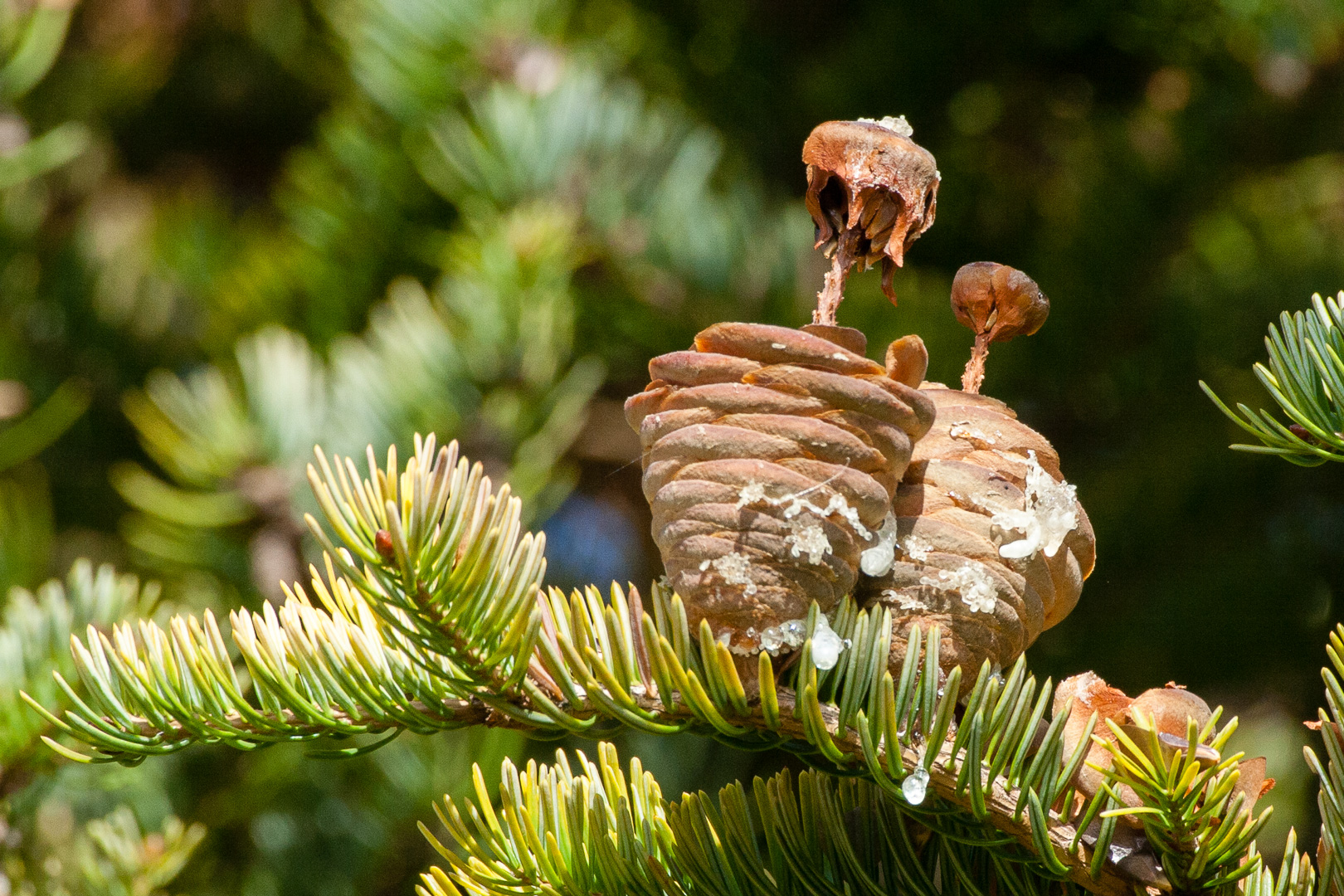
樹上で分解中の球果
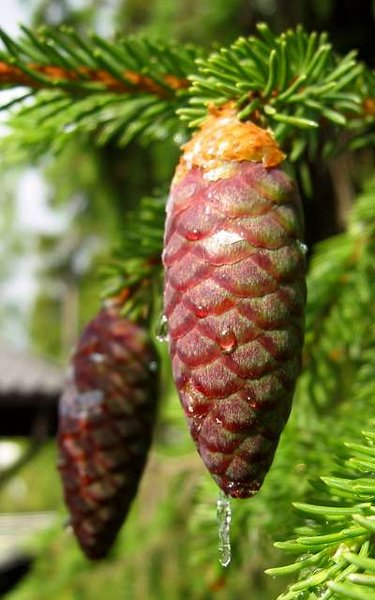
【参考】トウヒの一種P. abiesの球果。枝から垂れ下がる

## 生態
モミ属では倒木更新（英：nurse log）と呼ばれる更新方法がしばしば行われる。これは何らかの原因で森林内に生じた倒木の上に落ちた種子が発芽し成長して次世代へと更新するというもので、土壌に直接落ちた場合と比べて病害や乾燥による枯死が減少し生存に有利だと考えられている。マツ科ではトウヒ属も同じような更新を行うことで知られる。マツ属では山火事の強熱を浴びたことで球果が開き種子を散布するという仕組みをもつものがあり、山火事の強熱によって自身の苗木が競合する植生や土壌中の病原菌を壊滅させたうえで自身の種子を散布するという生存戦略をとるものも知られる。
他のマツ科と同じくモミ属樹木の根も菌類と共生し菌根を形成する。樹木にとっては菌根を形成することで、土壌中の栄養分の吸収促進や菌類が作り出す抗生物質等による病原微生物の駆除等の利点があり、菌類にとっては樹木から光合成産物の一部を分けてもらうことができる。土壌中には菌根から菌糸を介し同種他個体や他種植物に繋がる広大なネットワークが存在すると考えられている。共生する菌類の子実体は人間がキノコとして認識できる大きさに育つものが多く、中には食用にできるものもある。

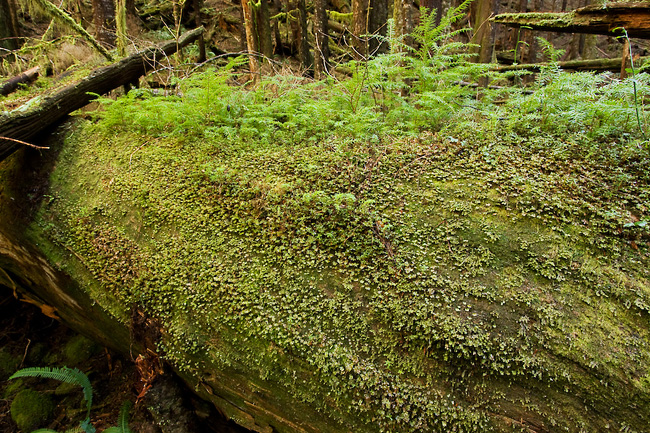
倒木上に生じたコケやシダの間で育つ
菌根によるネットワークの模式図
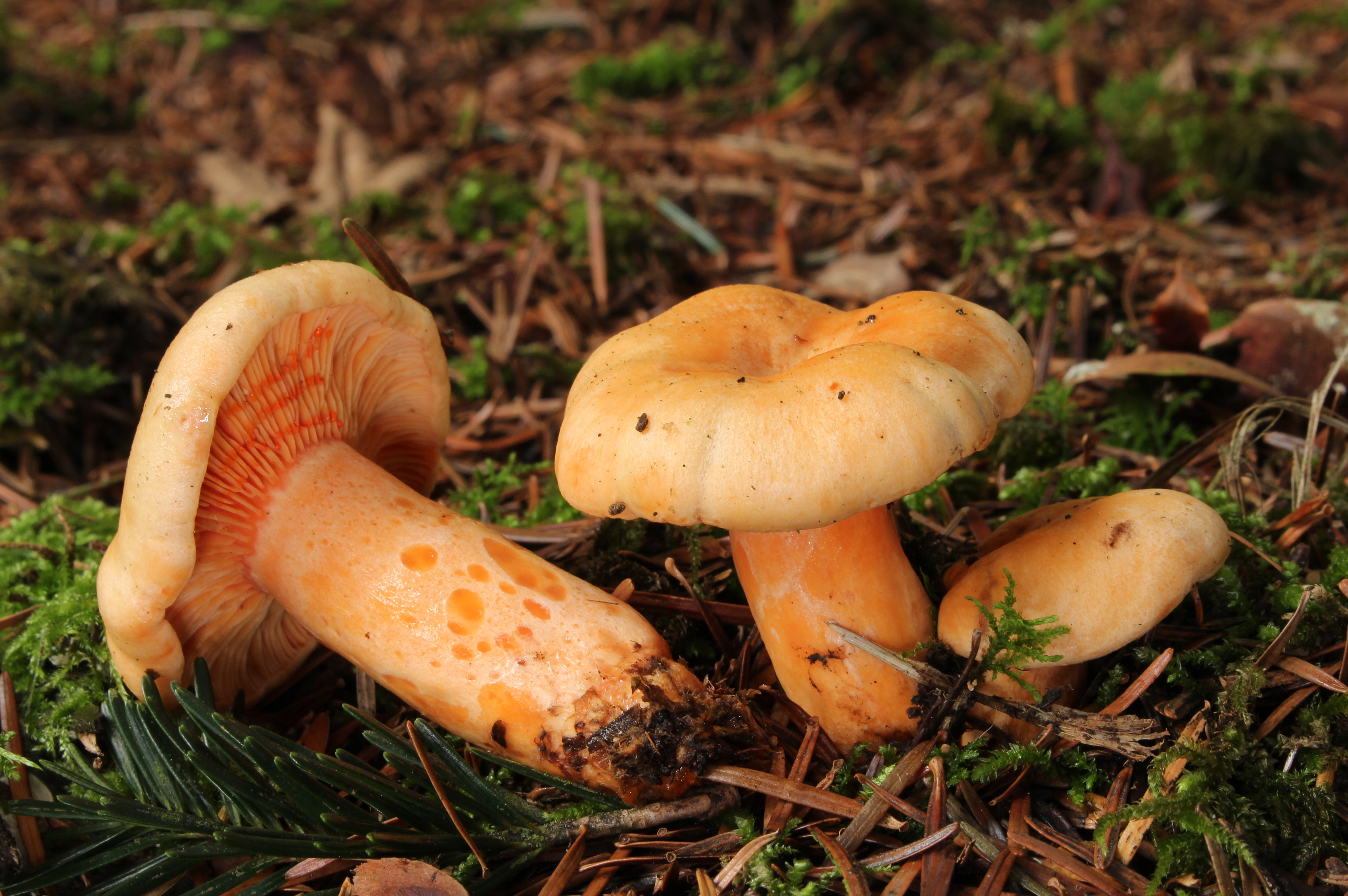
モミ属と共生するLactarius salmonicolor（ベニタケ科、アカモミタケの近縁種）
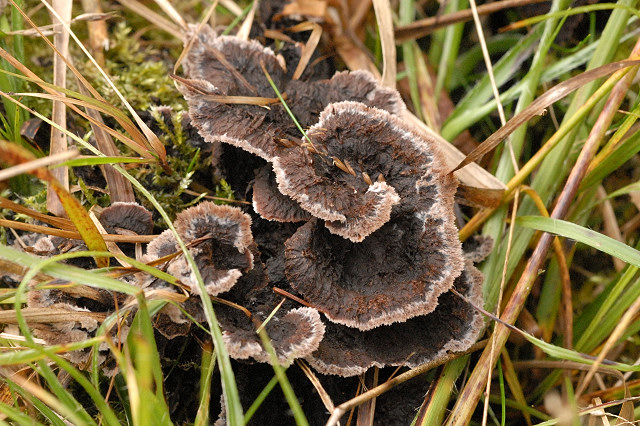
チャイボタケThelephora terrestris（イボタケ科）

## 人間とのかかわり

### 木材
大きくなる種類が多く、軽くて加工性もよいために分布地では利用が盛んな場合が多い。モミ属の木材の性質はトウヒ属のそれとよく似ている。両者とも材は一般に白みがかっており、辺材と心材の区別がつきにくい「無色心材」や「熟材」と呼ばれる特徴を持つ。
しかしながら腐りやすいのが難点で、針葉樹類でもトウヒ属やツガ属（Tsuga）と並び最も腐りやすいグループとされ使い道を選ぶ樹種である。高温多湿な日本はスギ（青森県鰺ヶ沢から鹿児島県屋久島まで自生）やヒノキ（福島県から鹿児島県屋久島まで自生）といった耐久性に優れる樹種が手に入りやすいこともあり、トドマツの豊富で冷涼な北海道は別にしてモミ属の建材としての利用は少なく、建物の強度に関係せず白色の見た目が好まれることから板材としての利用が主だった。他にはにおいが弱く食品に移りにくいことから食器類、色が白く清潔感を与えるということで卒塔婆や棺桶にはよく用いられる。卒塔婆の産地で有名な奥多摩はモミ類の産地として有名である。
近年は輸入の自由化と加工・防腐技術の発達により集成材やツーバイフォーのパーツの形で欧米などからの輸入品を用いて家を建てることも多くなり利用範囲が広がっている。ホームセンターなどに並ぶSPF材のFは英語でモミを示すfirに由来する。

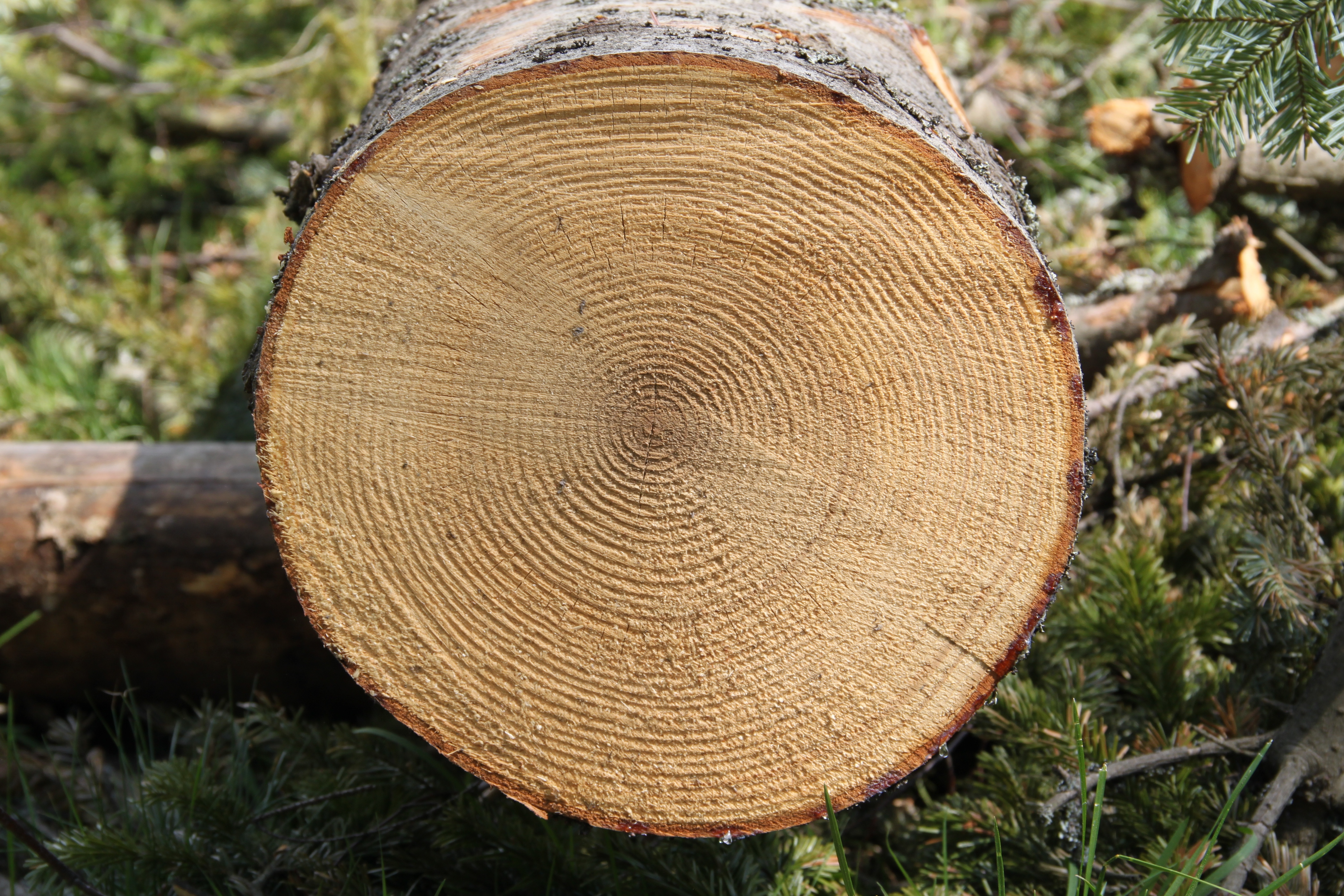
肉眼では辺材と心材の区別がつかない A. alba
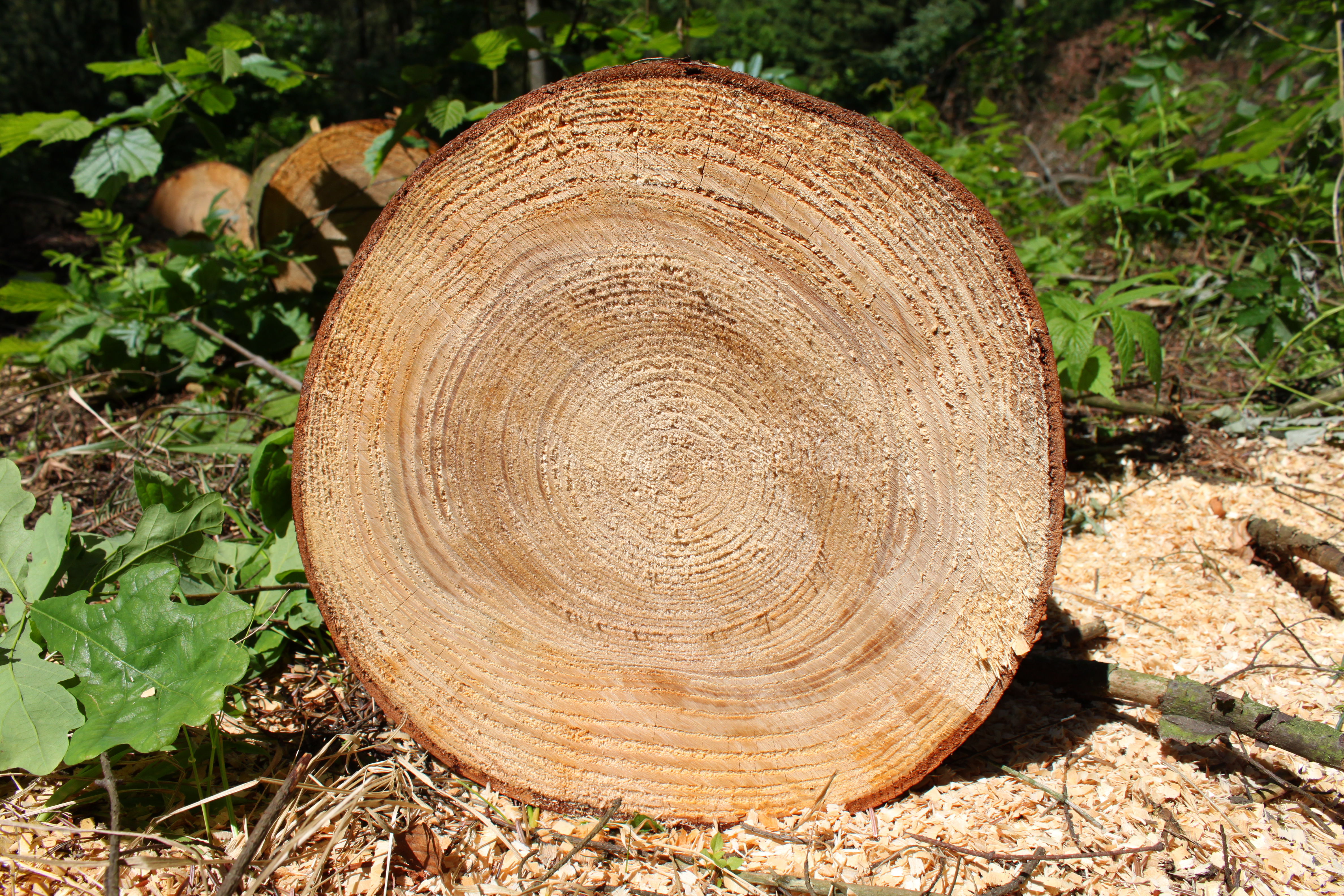
別種の切断面 A. grandis
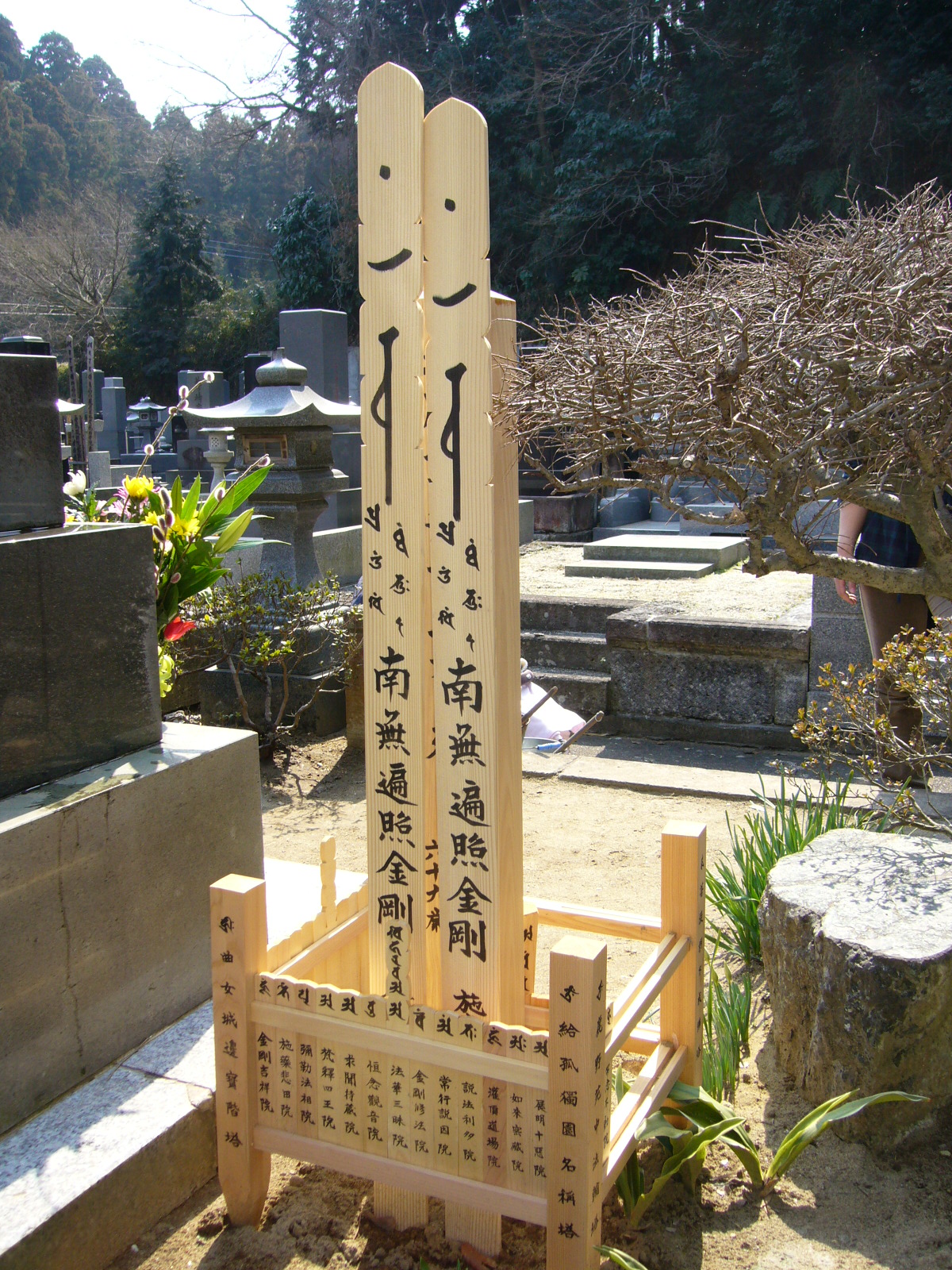
日本における主要用途、卒塔婆
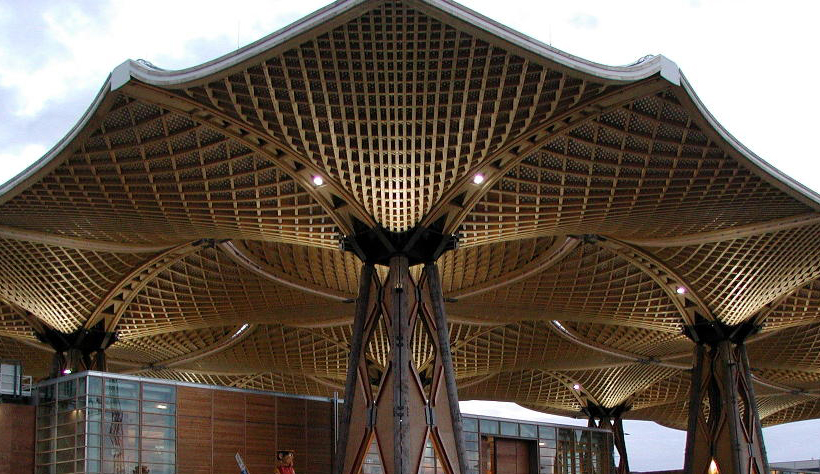
モミ集成材を用いた屋根・ドイツ

### 樹脂
欧米では樹液から樹脂や精油を作って飲料や入浴剤として使われることもある。ガラスレンズの接着などに使われたカナダバルサムもバルサムモミ(Abies balsamea)と呼ばれる種から抽出される樹脂である。

### 文化
ドイツでは魔除けとして使うと言い家の扉の前にモミの枝を飾る。また、家が新築すると破風にモミの枝を付けて祝ったり、枝を持った娘たちに踊らせるという。また、モミの木はクリスマスツリーとしても利用される。モミ属はトウヒ属やマツ属に比べて分布が狭いので、トウヒやマツを使う地域もあり、必ずしもモミ属を使うわけではないまた、クリスマスで歌うもみの木（ドイツ語：O Tannenbaum）はドイツ発祥の曲である。ドイツの山岳地方では、クリスマスのとき、モミの木を飾り付けて歌をうたいながら踊り回る習慣がある。木の周りを取り囲むのは、小鬼たちが逃げ出さないように木の枝に封じ込めるためで、封じられた鬼は村人のためにできるだけよいことをすると伝わる。

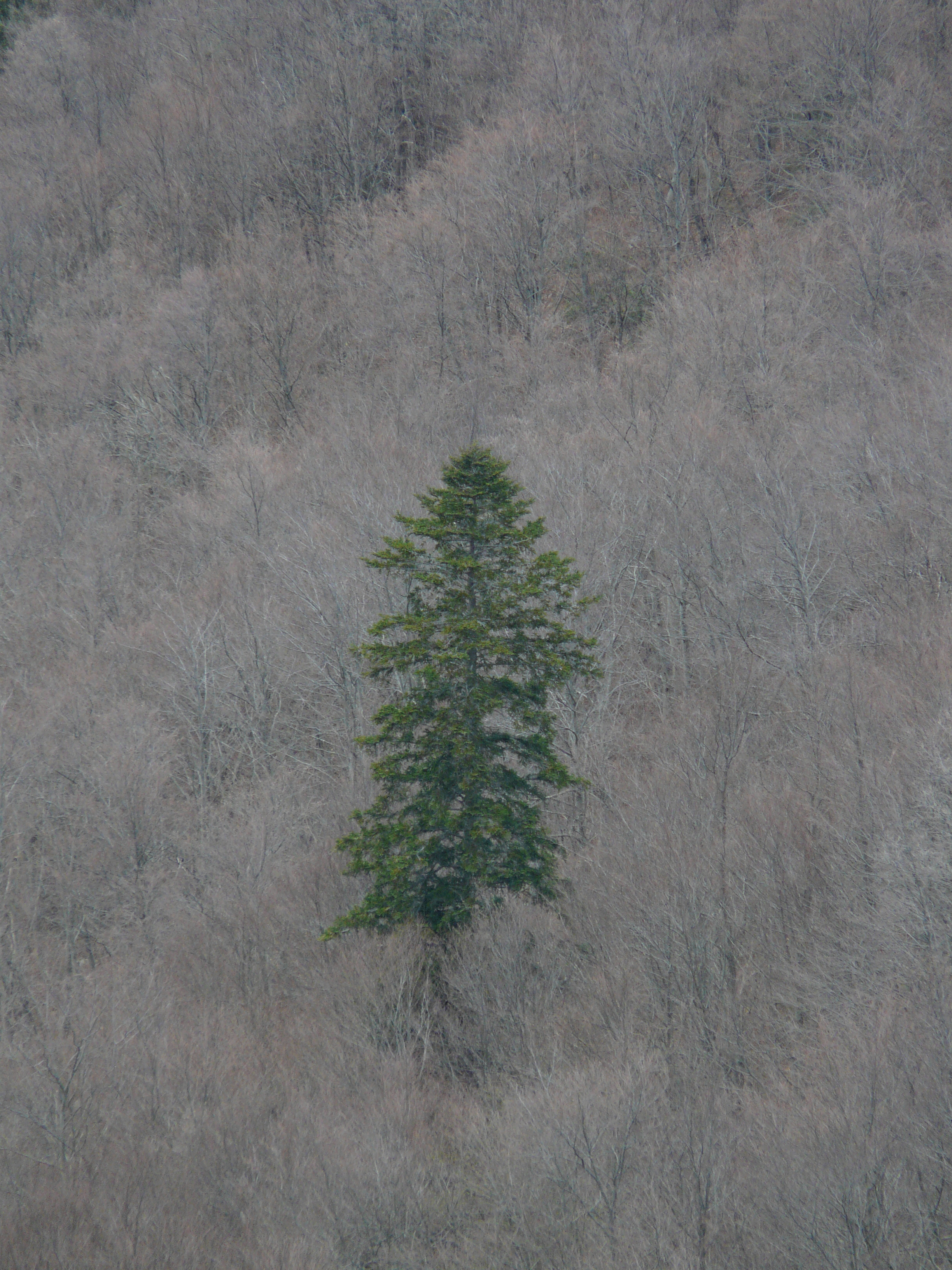
冬枯れの中でもよく目立つモミ
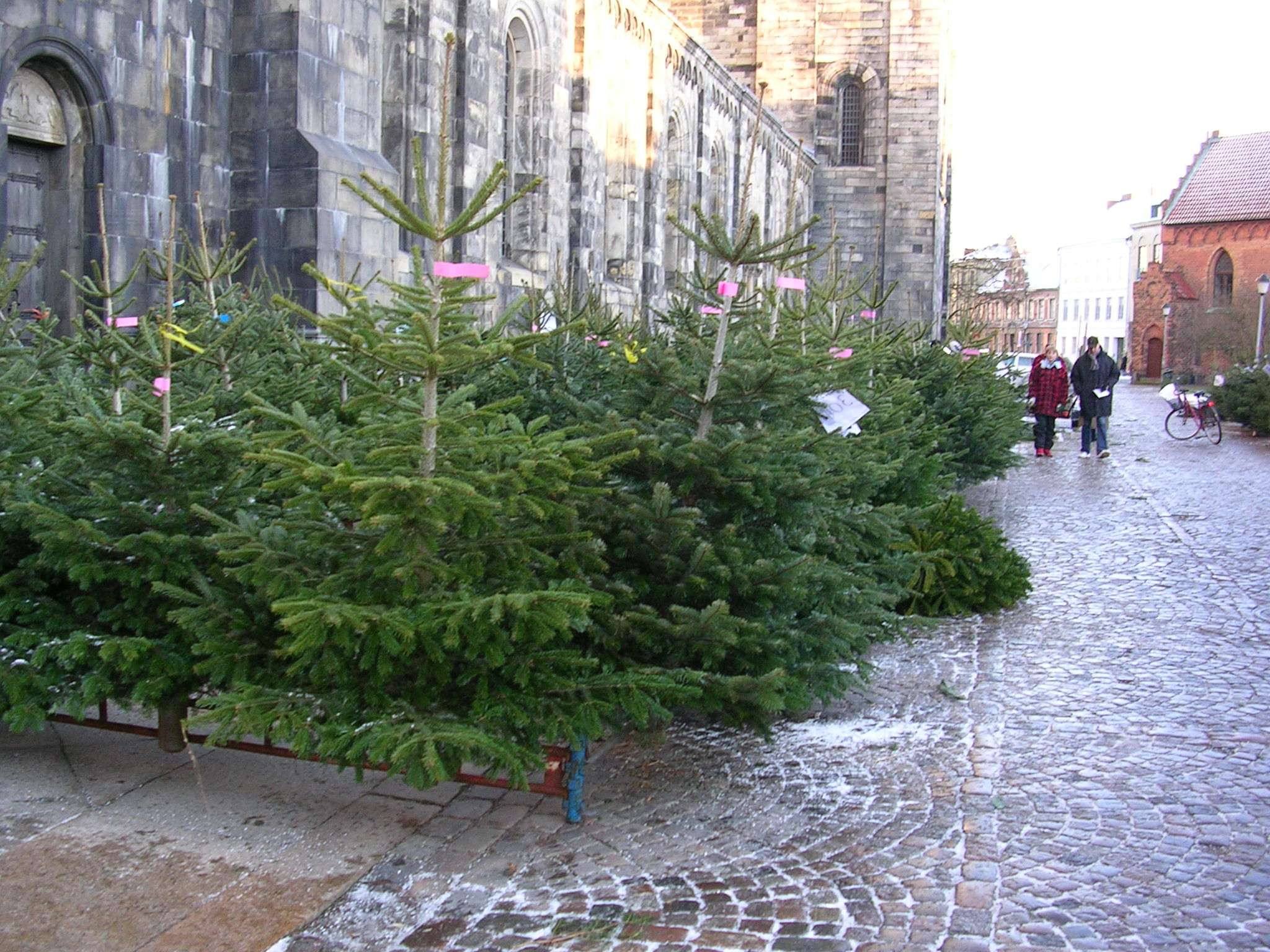
伐採されクリスマスツリー用として売られるモミ A. nordmanniana
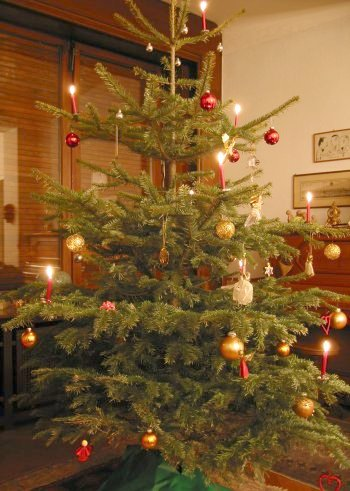
クリスマスツリーとして利用される

## 下位分類

### Abies節
Abies alba ヨーロッパモミ
ルーマニアからスイス・フランスに至るヨーロッパ中央部の広い範囲と、スペインのピレネー山脈等に分布。樹高は50mに達する。ドイツ語名はWeiß-Tanne（白いモミ）、種小名albaは「白い」の意味
Abies nebrodensis シチリアモミ
イタリア南部にあるシチリア島の標高1500m付近に分布。森林破壊によって生存個体は20個体前後にまで減少しているという。A. albaの変種に当たるのではないかと考える学者もいる。イタリア語名はabete dei Nèbrodi
Abies borisii-regis
Abies cephalonica ギリシアモミ
ギリシア各地の山岳地帯に分布。樹高30m程度の中型種。
Abies nordmanniana コーカサスモミ
黒海周辺、トルコやコーカサス地域に分布する。
Abies pinsapo
Abies numidica アルジェリアモミ
Abies cilicica

### Balsamea節
フラセリーモミAbies fraseri
和名は英名Fraser firの直訳。英名・種小名ともにスコットランドの植物学者John Fraser（1750-1811）に因む。アメリカ東部のアパラチア山脈南東部に局所的に分布。。樹高15m程度の小型種。死後も針葉が枝から離れにくいために伐採してから使うタイプのクリスマスツリーに最高だという。ヨーロッパから侵入したアブラムシの一種（Adelges piceae）の攻撃に弱く大量枯死が問題化している。
バルサムモミ Abies balsamea
カナダ南東部とアメリカの五大湖周辺の広い範囲に分布。樹高は20m程度のことが多い小型種。樹脂はカナダバルサムの原料として有名。
ミヤマバルサムAbies lasiocarpa
北米大陸北西部、ロッキー山脈北部やカスケード山脈の広い範囲に分布する。英名はsubalpine fir（亜高山帯のモミ）やRocky Mountain fir（ロッキー山脈のモミ）。
シベリアモミAbies sibirica
トドマツ Abies sachalinensis
北海道・樺太・千島に分布。樹高30m、直径1mに達する中型種。日本産モミ属として経済的に最も重要な種であり、北海道で広く栽培される。アイヌ語ではトドロップやフプと呼ばれ、トドロップがトドマツの由来になったと言われる。フプの方も道内の地名として残る。球果は黒色で長さ5-8cm。種鱗から苞鱗がはみ出して見える量が北方産と南方で異なり、亜種・変種として認めることが多い。種小名sachalinensisは「サハリン（樺太）の」の意味。
チョウセンシラベAbies koreana
朝鮮半島南部の標高1000-2000m程度の山岳地帯に分布。樹高は20mに満たないことが多い小型種。種小名koreanaは「高麗の」の意味。
Abies nephrolepis
中国東北部から朝鮮半島にかけて分布。中国名は臭冷杉、
シラビソ Abies veitchii
漢字では白檜曽などと表記される。山形県以南の東日本の山岳地帯と紀伊半島、四国に分布。四国のものは葉の太さや球果の大きさが異なり変種として扱うことがある。

### Grandis節
いずれもアメリカ大陸に分布
アメリカオオモミAbies grandis
アメリカ北西部オレゴン州とアイダホ州を中心に分布する。英名はGrand fir、Giant fir（共に大きいモミの意味）、種小名grandisも「大きい」の意味。名前の通り非常に大きくなり、樹高は70m、時に80mに達する。海岸部の個体群と内陸部の個体群は変種の関係とされ、海岸部のもののほうがより大きくなる。
コロラドモミAbies concolor
ロッキー山脈南部とカリフォルニア州北西部の2つの分布域に大きく分けられ、前者に比べ後者の個体は巨大化し亜種扱いされることが多い。英名はWhite fir (白いモミ)、種小名concolorは「色が同じ」の意味。
Abies durangensis
メキシコ北西部の山岳地帯に分布。種小名はメキシコの地名Durangoに由来。
Abies flinckii
メキシコ南部からグアテマラにかけて分布。
Abies guatemalensis
グアテマラを中心に一部ホンジュラスやエルサルバドルに分布し、モミ属の中では最南端に生息する種で種小名は分布地グアテマラに因む。樹高20-30mの中型種。農耕地との競合による生息地の破壊、木材利用等の伐採、繁殖能力の低さなどから生息数が減少しており、モミ属の中では唯一ワシントン条約附随書に記載され、取引が監視されている。

### Momi 節
ニイタカトドマツ Abies kawakamii
台湾の標高2500-3500m付近の山岳地帯に分布。和名のニイタカは台湾最高峰の玉山（標高3952m）を日本が統治している間は新高山（にいたかやま）と称したことからきており、台湾産種にはよく見られる接頭語である。中国名は台湾冷杉。
ウラジロモミ Abies homolepis
東北南部から九州北部にかけて分布。和名は葉の裏の気孔が白く見えることに由来。種小名homolepisは「同じ鱗片の」の意味。
Abies recurvata
中国中西部甘粛省や四川省の山岳地帯に分布。中国名は紫果冷杉。
モミ Abies firma
東北地方（秋田県以南）から屋久島にかけて分布。日本のモミ属の中では最も南に分布する種類で、他のモミ属と混生する時も比較的標高の低い場所に生える。
Abies beshanzuensis
1960年代に中国南東部、浙江省百山祖地区の標高1700m付近で発見された種。分布は極めて局所的で、発見時点で僅か7本、現存本数は数本と言われる。中国名は発見場所に因む百山祖冷杉。A. firmaやA. ziyuanensisの亜種・変種と考える学者もいる。
チョウセンモミAbies holophylla
中国東北部から朝鮮半島北部、ウスリー地域に分布。中国名は杉松で一般にモミ属に充てられるの「冷杉」ではない。樹高30m、直径1mになる中型種で林業用樹種としてよく用いられる。若い球果はモミ属では少数派の緑色で、熟すと茶色になる。種小名holophyllaは「完全な葉」の意味。
Abies chensiensis
陝西省からチベットにかけてとインド極東部に分布。中国名は秦嶺冷杉や陝西冷杉。
Abies pindrow
ネパールからアフガニスタンにかけてのヒマラヤ山脈地域に分布。標高2500-3500m付近にマツ属やトウヒ属の針葉樹と混生することが多く、特に冷涼で多湿の北向き斜面に多いという。種小名はネパール語における本種の呼び名だという。
Abies ziyuanensis
中国南部の湖南省地域原産。

### Amabilis節
太平洋を挟んでユーラシア大陸東部とアメリカ大陸西部に分布。かつて両大陸が繋がっていた名残とされ、マツ属の一部やヒノキ属にも同じような分布域を持つものがある。
Abies amabilis ウツクシモミ
北米北西部、アメリカとカナダ国境を貫くカスケード山脈を中心に分布。英名はPacific silver fir（太平洋の白いモミ）やCascade fir（カスケード山脈のモミ）。よくベイマツ（Pseudotsuga menziesii）と混生しているという。種小名amabilisは「可愛らしい」の意味があるが、名前に似合わず樹高は30-40m、時に70mに達する中大型種。
Abies mariesii オオシラビソ
アオモリトドマツとも呼ばれる。青森県八甲田山以南の東日本の山岳地帯に分布するが、分布域内であっても生えていない山が複数ある。樹高は条件の良い所で30mを超えるとされるが、多くの地域ではこれよりも格段に低い。ハイマツ (Pinus pumila)とともに高山を代表する針葉樹であり。シラビソと時に混生するが本種の方が多雪に強いという。種小名はイギリスの植物学者チャールズ・マリーズ（Charles Maries）に由来。

### Pseudopicea節
主にヒマラヤ周辺に分布pseudopiceaは「トウヒによく似た」の意味
Abies delavayi
インドシナ半島から中国南部にかけての標高3000-4000mの高山地帯に分布。樹高は最大40mに達すると言われるが、高山種であるために10mに満たないことも多いという。種小名はフランス人植物学者Père Jean Marie Delavayに由来。
Abies fabri
中国四川省の高地に局地的に分布。
ウンナンシラベAbies forrestii
中国西部、四川省からチベット、雲南省にかけての高原地帯に分布。中国名は川滇（さんずいに真）冷杉や毛枝冷杉。種小名は雲南地区を探検したイギリス人植物学者ジョージ・フォレスト（George Forrest）に因む。
Abies densa
ヒマラヤ地域東部、ブータン、ネパール、インド北部の高所に分布。樹高は最大40m時に60mに達する。
Abies spectabilis
ヒマラヤ地域、チベットからアフガニスタンまで分布。
Abies fargesii
中国西部に分布。中国名は巴山冷杉や太白冷杉。種小名はフランス人植物学者Paul Guillaume Farges（1844-1912）に因む。
Abies fanjingshanensis
Abies yuanbaoshanensis
Abies squamata
中国西部、チベット高原の標高3000-4500mに分布。中国名は鱗皮冷杉。種小名squamataは「鱗片のある」の意味。

### Oiamel 節
いずれもメキシコに分布
Abies religiosa
メキシコ南部からグアテマラにかけて分布。標高2000-4000mの冷涼で霧のよく発生する雲霧林に生育し、樹高は30-50mに達するという。
Abies hickelii

### Nobilis節
いずれもアメリカ西部に分布。赤みを帯びた樹皮は他のモミに比べて大きく割れる。
Abies procera ノーブルモミ
オレゴン州、ワシントン州内のカスケード山脈中南部に分布。英名はnoble firやred fir（赤いモミ）。最大樹高70m、直径2mに達することもある巨大種。葉は枝にびっしりと付き、上から見ると枝が見えない。球果は他のモミよりやや先細りな形で大きさは時に20cmを超える巨大なもの。
Abies magnifica カクバモミ
カリフォルニア州の北東部に位置するシエラネバダ山脈一体とオレゴン州南部の山岳地帯に分布。英名はsilvertip fir（銀の先端を持つモミ）やred fir（赤いモミ）。

### Bracteata節
Abies bracteata

### Incertae sedis節
Abies milleri
絶滅種